# De rekenaar
De rekenaar is een hoorspel van Paul Wühr. Die Rechnung werd op 19 augustus 1964 door de Westdeutscher Rundfunk uitgezonden. Ad Angvaare vertaalde het en de KRO zond het uit in het programma Avondtheater op vrijdag 17 december 1965. De regisseur was Léon Povel. Het hoorspel duurde 65 minuten.

## Rolbezetting
- Ton Kuyl (Tarot)
- Johan Schmitz (Sauvage)
- Louis de Bree (Desneux)
- Jos van Turenhout (cipier)

## Inhoud
Daniel Tarot bekent dat hij Mademoiselle Beauvivier heeft omgebracht en beroofd. De beklaagde weigert elke vorm van hulp, hij wil de doodstraf. Geleidelijk aan krijgt zijn verdediger Sauvage inzicht in de ware beweegredenen voor de daad: Tarot wil niet langer leven, maar uit angst voor de eeuwige verdoemenis wil de levensmoeë man geen zelfmoord plegen. Hij heeft angst voor de hel. Vóór zijn terechtstelling zou hij nog berouw kunnen tonen en een priester vinden die hem van zijn zonden verlost…